# A. Erman Tekkaya
A. Erman Tekkaya (* 25. Februar 1957 in Merzifon, Türkei) ist ein Hochschulprofessor und Dr.-Ingenieur. Der türkische und deutsche Staatsbürger ist seit 2007 Institutsleiter am Institut für Umformtechnik und Leichtbau der Technischen Universität Dortmund.

## Werdegang
Tekkaya studierte ab 1974 Maschinenbau in Ankara und erreichte die Abschlüsse „Bachelor of Science“ und „Master of Science“. 1980 kam er als DAAD-Stipendiat an das Institut für Umformtechnik der Universität Stuttgart, wo er von 1981 bis 1983 auch wissenschaftlicher Mitarbeiter war, danach Abteilungsleiter „Numerische Methoden und Lehre“ und Mitglied im Institutsvorstand.
Seine Promotion zum Doktor-Ingenieur erreichte Tekkaya 1985 mit Auszeichnung. 1986 erhielt er den Gustav-Magenwirth-Preis für die „Beste Doktorarbeit 1985“. Danach wurde er auf Professuren in Deutschland und der Türkei berufen. Seit 2003 ist er Gastprofessor in Shanghai an der Shanghai Jiao Tong University.
Tekkaya ist Mitglied der Deutschen Akademie der Technikwissenschaften (Acatech).